# Hedgehog (Granatwaffe)

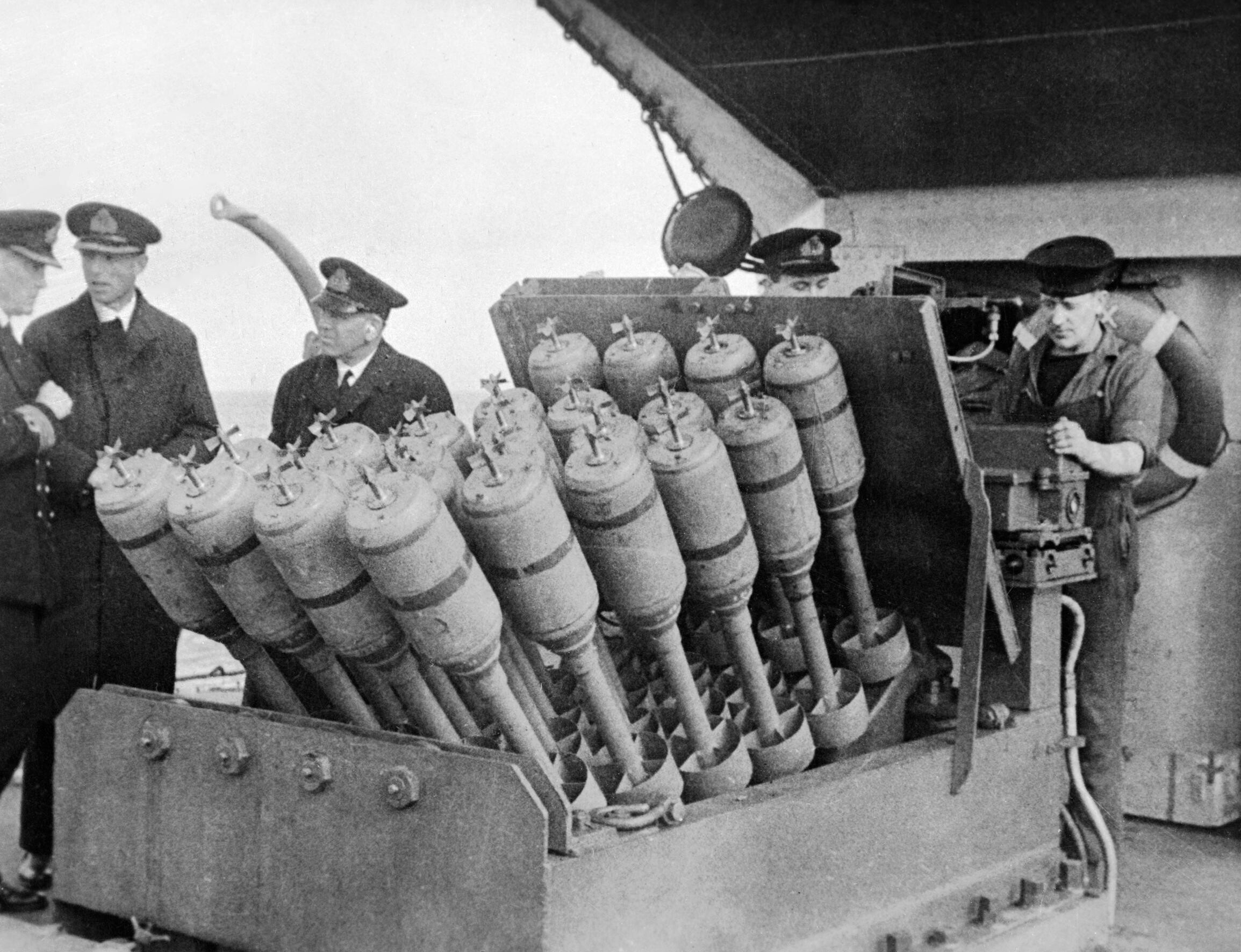
Britischer Hedgehog im Zweiten Weltkrieg

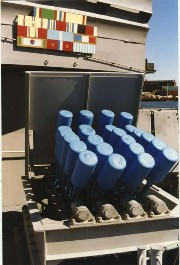
Amerikanischer Hedgehog

Der Hedgehog (englisch: „Igel“) war eine U-Boot-Abwehrwaffe und wurde im Zweiten Weltkrieg von der britischen Royal Navy als Antwort auf die immer größer werdende deutsche U-Boot-Gefahr entwickelt und im März 1943 eingeführt.

## Beschreibung
Der Hedgehog erhielt seinen Namen wegen seines Aussehens. Er war ein einfacher, effektiver Ladungswerfer und konnte mit 24 Granaten bestückt werden, die vom U-Boot-Jäger aus vorwärts gerichtet abgefeuert wurden und beim Eintauchen ins Wasser eine elliptische (Mark 10 Hedgehog) oder runde (Mark 11) Fläche von etwa 40 Metern Durchmesser abdeckten. Die Geschosse verwendeten Aufschlagzünder, so dass nur direkte Treffer diese Sprengkörper zur Detonation brachten. Allerdings reichten ein bis zwei Treffer in der Regel aus, um ein U-Boot zu versenken.

## Geschichte
Die Entwicklung des Hedgehog geht zurück auf den kanadischen Marineoffizier und Chemiker Charles Frederick Goodeve (1904–1980), der im Zweiten Weltkrieg beim Directorate of Miscellaneous Weapons Development tätig war. Goodeve, der zu Beginn des Krieges an Methoden zur Verringerung der magnetischen Signatur von Schiffsrümpfen zum Schutz vor Seeminen gearbeitet hatte, nutzte die Erfahrungen und Experimente, die zuvor mit existierenden Wasserbombenmörsern gemacht worden waren, und entwickelte das Konzept, eine Anzahl kleiner Granaten mit Aufschlagzündern in einem geometrischen Muster zu feuern, um damit die Trefferwahrscheinlichkeit auf U-Boote zu erhöhen.
Im Mai 1941 wurde ein Probemuster der Waffe auf dem Zerstörer HMS Westcott installiert, der damit vor Liverpool Testläufe an einem Wrack durchführte. Ab Ende des Jahres wurde begonnen, die Waffe auf Eskortschiffen zu installieren. Das erste mit einem Hedgehog-Werfer ausgerüstete Schiff war am 12. März 1943 die britische Fregatte HMS Bayntun. Anfang April 1943 kam es zu den ersten Begegnungen von mit der Waffe ausgerüsteten Geleitschiffen und U-Booten. U 191 wurde damit am 23. April des Jahres versenkt. Weitere Erfolge der Waffe folgten, wobei sich der Hedgehog meist aber nicht klar als eindeutige Ursache für eine Versenkung ausmachen ließ, da die Einsätze stets in Verbindung mit konventionell abgeworfenen Wasserbomben erfolgten.
In Großbritannien wurden 1942, aufbauend auf den Erfahrungen mit dem Hedgehog, die schwereren Systeme Squid und Limbo entwickelt. Die US Navy entwickelte ferner den Mousetrap-Werfer, der vier bzw. acht Geschosse abfeuern konnte, die im Gegensatz zum Hedgehog von Raketen angetrieben wurden. In der Sowjetunion wurden ab 1949 Kopien des Hedgehog unter den Bezeichnungen MBU-200 bzw. MBU-600 produziert. Bei der US Navy blieb der Hedgehog-Werfer lange im Dienst und wurde erst in den 1960er Jahren von der zielgelenkten ASROC abgelöst.

## Vergleich des Hedgehog mit konventionellen Wasserbomben
Vorteile:
- Die genaue Tiefe des Ziels musste nicht bekannt sein.
- Da die Waffe vom angreifenden Schiff nach vorne abgefeuert wurde, konnte der ASDIC-Kontakt zum Ziel auch während des Bombenwurfes aufrechterhalten werden. Bei konventionellen Wasserbomben musste das Schiff in voller Fahrt über das U-Boot fahren, wodurch der ASDIC-Kontakt abriss. In diesem Moment konnte der Kommandant des U-Bootes durch eine Kurs- bzw. Tiefenänderung sein Boot etwas aus der Gefahrenzone manövrieren.
- Bei erfolglosen Angriffen wurde das Wasser nicht aufgewirbelt und der Einsatz des ASDIC für weitere Angriffe nicht behindert.

Nachteile:
- Durch die ausbleibenden Explosionen bei erfolglosen Angriffen war die psychologische Wirkung auf die U-Boot-Besatzung geringer.
- Kumulative Beschädigungen des U-Bootes blieben aus, wenn es nicht direkt getroffen wurde.

Insgesamt erwies sich der Hedgehog als wesentlich effektiver als konventionelle Wasserbomben. Etwa 25 % der damit angegriffenen U-Boote wurden versenkt, während Wasserbomben nur auf etwa 7 % Erfolgsquote kamen.

## Technische Daten
- Effektive Reichweite: 230–260 m
- Eigengewicht der Lafette: etwa 13 t
- Eigengewicht je Werfergranate: 30 kg
- Sinkgeschwindigkeit: etwa 7 m/s
- Feuerrate: eine Salve pro 3 min
- Ladung je Werfergranate: 14 kg